# Reichenbach, Thüringen
Reichenbach är en kommun och ort i Saale-Holzland-Kreis i förbundslandet Thüringen i Tyskland.
Kommunen ingår i förvaltningsgemenskapen Hermsdorf tillsammans med kommunerna Hermsdorf, Mörsdorf, Schleifreisen och St. Gangloff.